# Чапаево (Чингирлауский район)
Чапаево — упразднённое село в Чингирлауском районе Западно-Казахстанской области Казахстана. Входило в состав Алмазненского сельского округа. Упразднено в 1990-е годы.

## Население
В 1989 году население села составляло 48 человек. Национальный состав: казахи — 78 %.